# Pompiliu Nistor
Pompiliu Nistor (n. 16/28 octombrie 1883, Araci, Covasna, România – d. 19 iulie 1961, Brașov, România) a fost un medic român, care s-a remarcat în activitatea de organizare a Primului Corp al Voluntarilor Români din Rusia, precum și în aceea de inițiere și de redactare a Declarației de la Darnița.

## Familia
Pompiliu Nistor s-a născut în comuna Arpătac din Comitatul Trei Scaune, Austro-Ungaria (astăzi Araci, comuna Vâlcele din județul Covasna), fiind al doilea copil al preotului Dionisie Nistor.
Fratele mai mare, Aurel Nistor, a studiat la Academia Teologică „Andreiana” din Sibiu și a fost protopop în Sfântu Gheorghe și Brașov. Totodată el s-a făcut cunoscut ca un întemeietor al unor asociații culturale și profesionale și ca un excelent organizator al vieții comunitare, bucurându-se de prietenia unor personalități ale vremii precum Nicolae Iorga, Octavian Goga și Vasile Goldiș. Aurel Nistor a participat, ca președinte al Comitetului Național Român din Araci, la Marea Adunare Națională de la Alba Iulia din 1 Decembrie 1918.
Un alt frate al lui Pompiliu Nistor, Virgil (Veniamin) Nistor, a studiat teologia la Sibiu și București. Acesta a făcut războiul (Primul război mondial) ca preot militar, după care a condus secretariatul Arhiepiscopiei Sibiului, devenind apoi Episcop al Caransebeșului, iar în ultimii ani ai vieții a fost stareț al Mănăstirii „Sfânta Treime” (Catedrala Reîntregirii) din Alba-Iulia.
Cel de-al patrulea frate, Dionisie, a studiat la Universitățile din Budapesta și Jena, a ajuns profesor la Școalele Centrale Române greco-ortodoxe din Brașov, dar a murit în război la doar 24 de ani. El a fost înmormântat în Galiția, lângă capela din Comarno (în apropierea locului unde a fost omorât) și a fost decorat post-mortem cu medalia de argint clasa I pentru vitejie.

## Studii

Dr. Pompiliu Nistor, medic şi luptător politic

A urmat școala primară în satul natal și în Satulung, după care a făcut liceul la Brașov, unde s-a împrietenit cu Onisifor Ghibu, care l-a caracterizat ulterior ca „un băiat serios, cu o frumoasă cultură literară românească” și care l-a prețuit pentru „caracterul său bun și un bun român cu interes pentru trecutul, prezentul și viitorul neamului”.
În anul 1902 Pompiliu Nistor s-a înscris la Facultatea de medicină din Budapesta, unde în ultimul an de studenție (1906-1907), a fost ales președinte al Societății „Petru Maior”. În această calitate, după aprecirea lui Onisifor Ghibu „a inaugurat o epocă nouă, plină de suflet, de muncă și curajˮ.

## Viața și activitatea
Din 1908 el a lucrat ca medic secundar la spitalul din Arad, apoi ca medic militar angajat al Armatei Austro-Ungare, iar în 1910 a ajuns medic în circumscripția medicală Zărnești.
Înrolat în Armata Austro-Ungară în anul 1914, el a servit ca medic cu gradul de locotenent pe Frontul de Răsărit din Galiția, acolo unde fratele lui, profesorul Dionisie Nistor, a murit în misiune, la doar 24 de ani. În data de data de 29 decembrie 1914, după cinci luni pe front, Pompiliu Nistor a căzut prizonier la ruși, în zona Lavorov, continuându-și activitatea de medic în lagăre de prizonieri din Siberia (Bașkiria și Novonikolaevsk). A lucrat și în spitalul civil din Busk (localitate situată la nord-est de Liov, Ucraina). În perioada prizonieratului a corespondat pe tema aspirațiilor naționale românești cu Onisifor Ghibu, care a avut o influență pozitivă asupra constituirii în Rusia a corpurilor de voluntari ardeleni și bucovineni. O parte dintre scrisorile sale au fost publicate în revista Tribuna, în perioada 1915-1916.
În decembrie 1916, Dr. P. Nistor a ajuns ca voluntar în lagărul de la Darnița, o localitate de lângă Kiev astăzi devenită raion al orașului. Aici s-a implicat în activitatea de organizare a Primului Corp de Voluntari și a fost inițiatorul Memoriului manifest de la Darnița, lucrând și în comisia de redactare a acestuia. Declarația de la Darnița a avut o semnificație istorică majoră fiind socotită de mulți contemporani „prima Alba Iulia a românilor”.
În vara anului 1917, Dr. P. Nistor a ajuns împreună cu primul detașament al Corpului de voluntari transilvăneni la Iași, unde a început activitatea în unitățile medicale ale armatei române. El a activat mai întâi ca medic șef la Batalionul IV pionieri (1 iulie - 31 august 1917), apoi ca medic la Spitalul mobil nr.4 cu care a fost pe front (1 septembrie - 31 decembrie 1917) în campania de la Siret, iar de la 1 ianuarie 1918 până la 31 martie 1918 ca medic șef la Regimentul de voluntari nr.1 Turda. După desființarea regimentelor de voluntari, el a funcționat ca medic la Direcția Sănătății Publice din Ministerul de Război și apoi ca medic la Spitalul „Lazaretˮ din Bacău (1 aprilie - 30 iunie 1918). Ca urmare a ieșirii României din război el a fost demobilizat și a lucrat ca medic civil pentru o foarte scurtă perioadă la Suceava, în circumscripția rurală Borca, până la data de 15 noiembrie 1918, când a fost remobilizat la statul major al Corpului Voluntarilor, cu care a intrat în Transilvania, reîntorcându-se acasă.
În 1918 Pompiliu Nistor s-a îmbolnăvit de tifos exantematic, iar la spitalul „Lazaretˮ din Bacău, a întâlnit-o pe viitoarea lui soție, Virgilia Braniște. Ea era originară din Brașov și refugiată în Moldova odată cu retragerea armatei române, în cadrul căreia lucra ca soră de caritate și care se îmbolnăvise de asemenea de tifos exantematic. În convalescență, cei doi s-au logodit și ulterior au fost cununați de medicul chirurg Iacob Iacobovici, unul dintre fondatorii Facultății de Medicină din Cluj.

Dr. Pompiliu Nistor în uniforma de medic militar participant la Primul Război Mondial

A fost cooptat ca membru al Marelui Sfat Național Român, în ședința acestuia ținută la 30 iulie 1919, la Sibiu. Pompiliu Nistor a contribuit, astfel, la consolidarea Marii Uniri.
După realizarea Unirii, Pompiliu Nistor și-a reluat postul de medic la Zărnești până în anul 1930, când s-a mutat la Brașov ca medic-șef al județului Brașov. Ulterior el a devenit și inspector în Ministerul Sănătății. Pe plan profesional, dr. Pompiliu Nistor a fost considerat „unul dintre medicii igieniști cei mai reputați din Ardeal și unul din organizatorii cei mai valoroși și activi ai sănătății publice”. Crezul în profesiune și l-a exprimat în lucrarea „Igiena”, redactată ulterior, unde a scris: „Cei care sunt puși să conducă sănătătea publică trebuie să aibă suflet și dragoste pentru misiunea și meseria lor”.
A colaborat vreme îndelungată la Gazeta de Transilvania din Brașov, la Renașterea din Sibiu, Tribuna din Arad, Patria din Cluj, Revista Prometeu și Glasul dreptății (organ oficial al foștilor voluntari din armata română și luptători pentru drepturile naționale) din Brașov și la Gazeta Voluntarilor (Organul Uniunei Foștilor Voluntari) din Cluj.
Pe plan cultural a condus filiala ASTREI (Asociația Transilvană pentru Literatura Română și Cultura Poporului Român) din Zărnești, în cadrul căreia a ținut conferințe și a organizat șezători populare.
În data de 29 octombrie 1932, Dr. P. Nistor a devenit președinte al secției române a Federației interaliate a foștilor combatanți (FIDAC). Ulterior, la congresul internațional de la Lisabona, a devenit vicepreședinte al comitetului executiv al FIDAC.
A fost președinte al Ligii Antirevizioniste Române (L.A.R.) - filiala Brașov.
Pe parcursul vieții din perioada interbelică a redactat o serie de „Buletine demografice” pe care le-a înaintat Ministerului Sănătății pentru a fi publicate în revistele medicale de specialitate, însă le-a publicat și personal în ziarul Gazeta de Transilvania din Brașov. A mai publicat și alte lucrări cu privire la rezultatele vaccinărilor anti-scarlatinoase și anti-difterice în revista Sibiul Medical.
În anul 1944 Pompiliu Nistor s-a pensionat, însă și-a continuat activitatea ca medic școlar. În 1959 a redactat o lucrare, intitulată „Contribuții la starea demografică și viața sanitară în județul Brașov în anii 1919 – 1944”. Demn de amintit este faptul că medicul Pompiliu Nistor nu a intrat în politică, neavând funcții de conducere în nici un partid, dar de-a lungul întregii sale vieți a desfășurat o activitate deosebită pe tărâm civic, patriotic, științific și cultural.
Pentru eforturile și acțiunile sale din anii Primului Război Mondial a fost decorat cu Medalia „Ferdinand I” cu spade și panglică, a devenit cavaler, iar, ulterior, comandor al Ordinului „Coroana României” cu spade.

## Ultimii ani
A încetat din viață la 19 iulie 1961 la Brașov și a fost înmormântat în cimitirul bisericii ortodoxe române „Adormirea Maicii Domnului” (Brașovul Vechi) din Brașov.

## Referințe

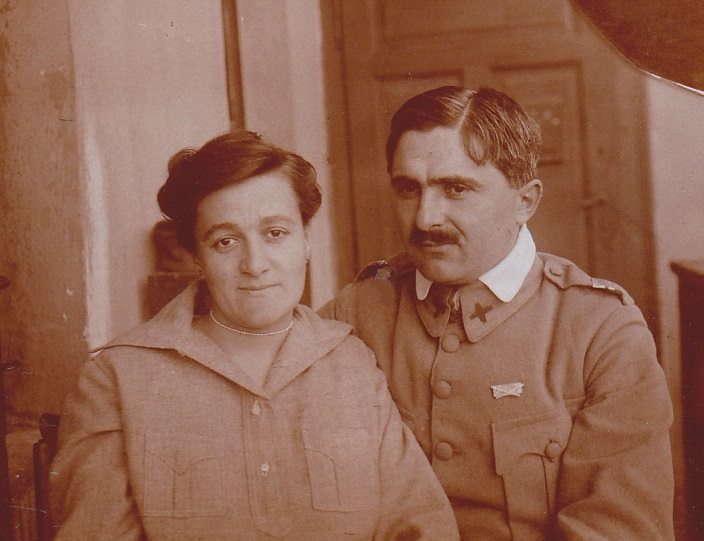
Dr. Pompiliu Nistor și soția sa Virgilia Braniște la sfârșitul primului război mondial (1918)